# Mikojan-Goerevitsj MiG-17

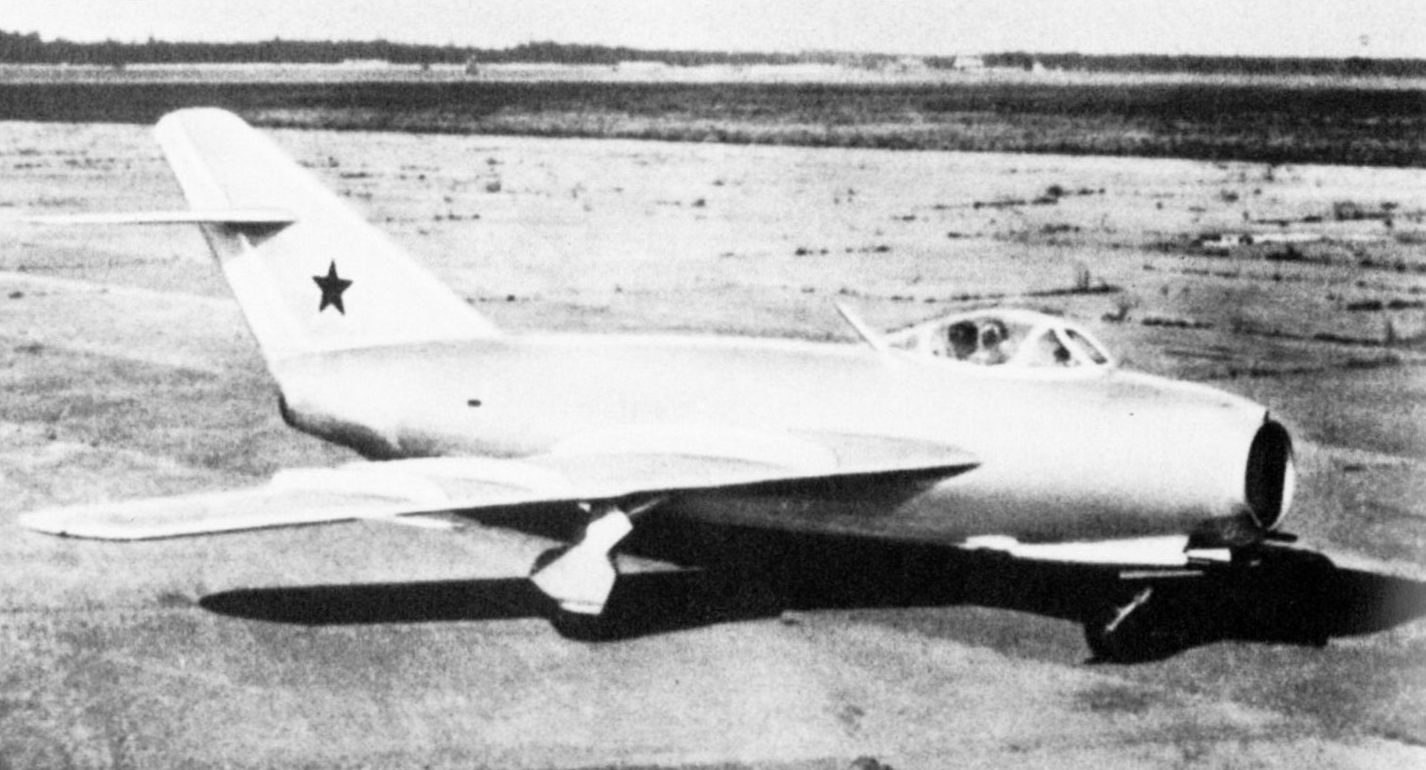
Het MiG-I-300-prototype (1950).

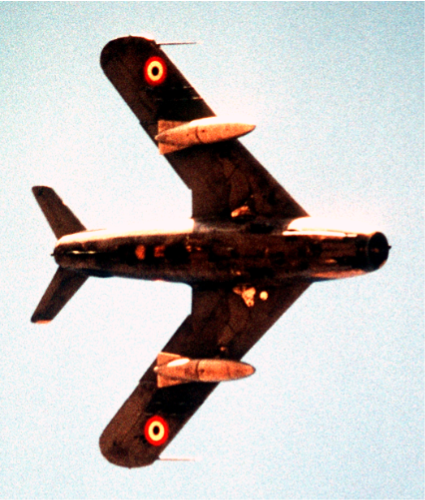
Een MiG-17F van de Egyptische luchtmacht in vlucht (dec 1981).

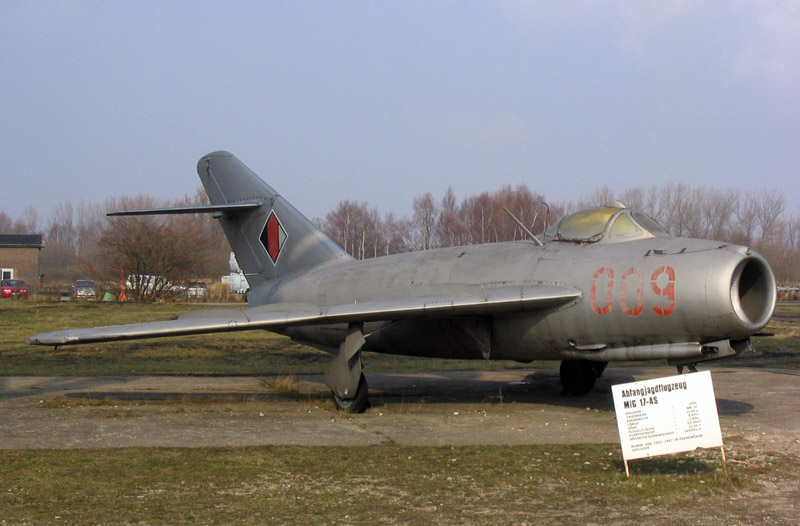
Een MiG-17AS van de Oost-Duitse luchtmacht (feb 2004).

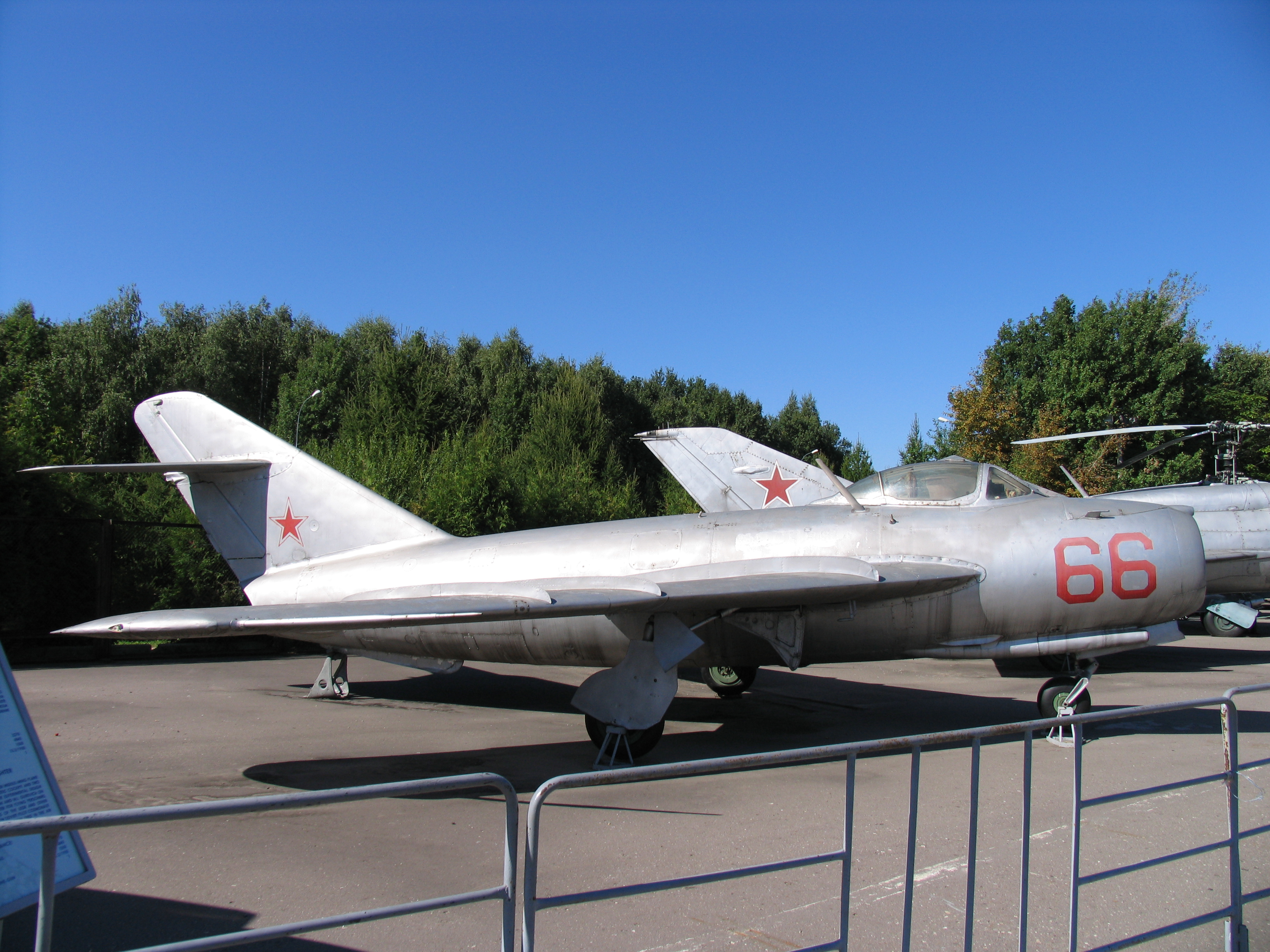
Een Russische MiG-17 (Moskou, aug 2005).

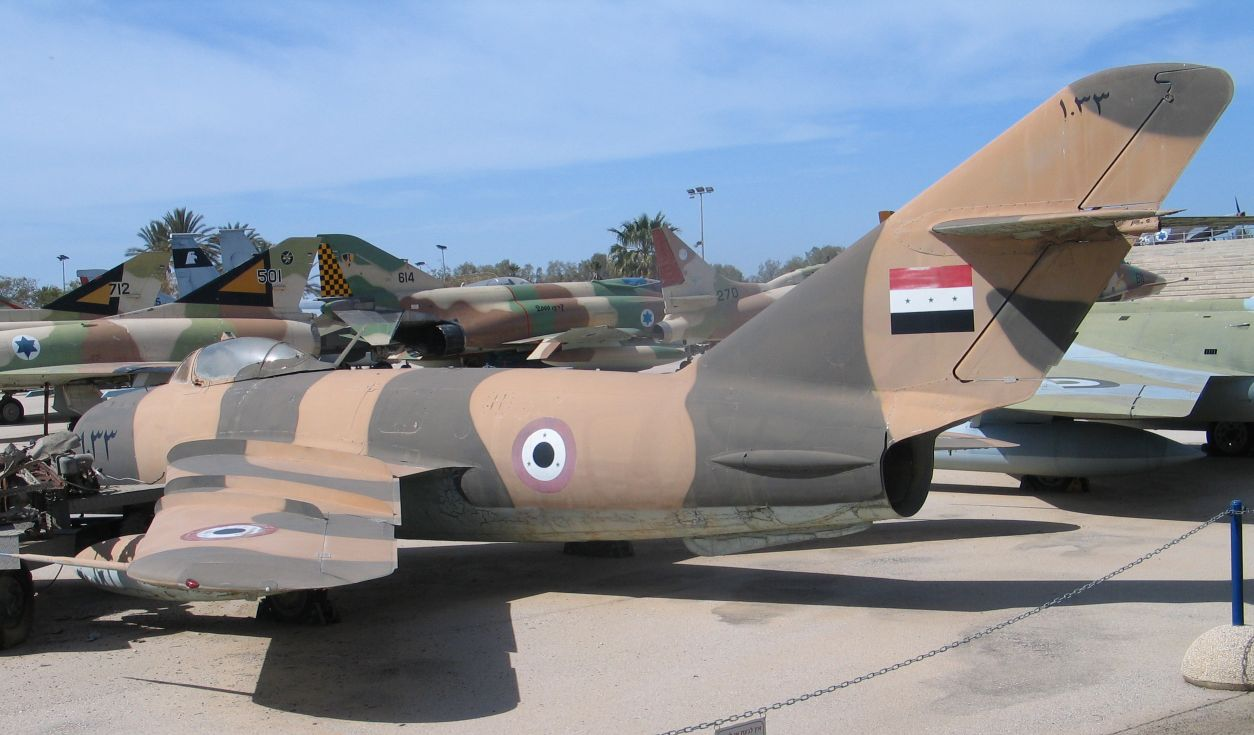
Een Iraakse MiG-17 (Israël, mrt 2006).

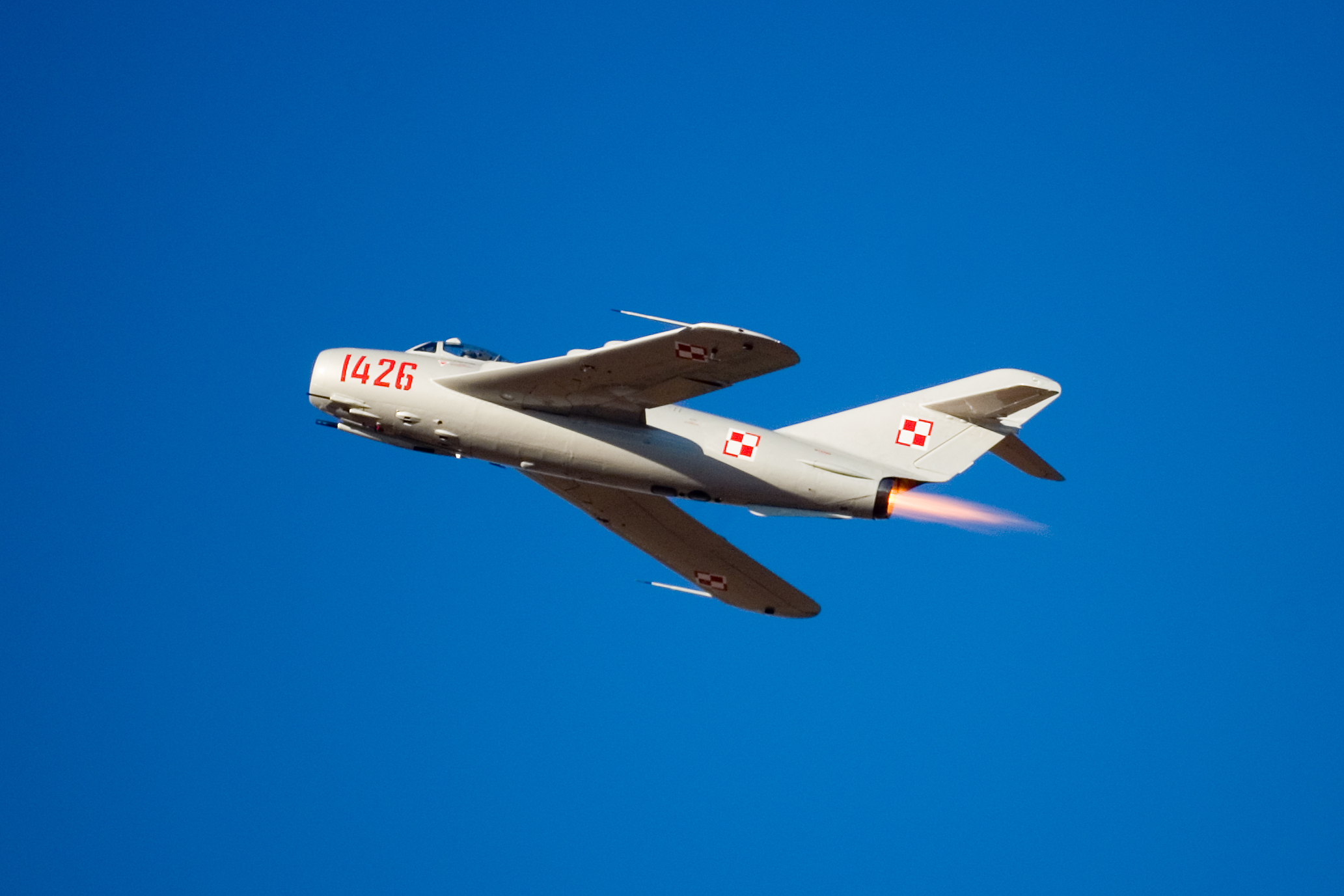
Een Poolse MiG-17 in vlucht (Oregon, jul 2006).

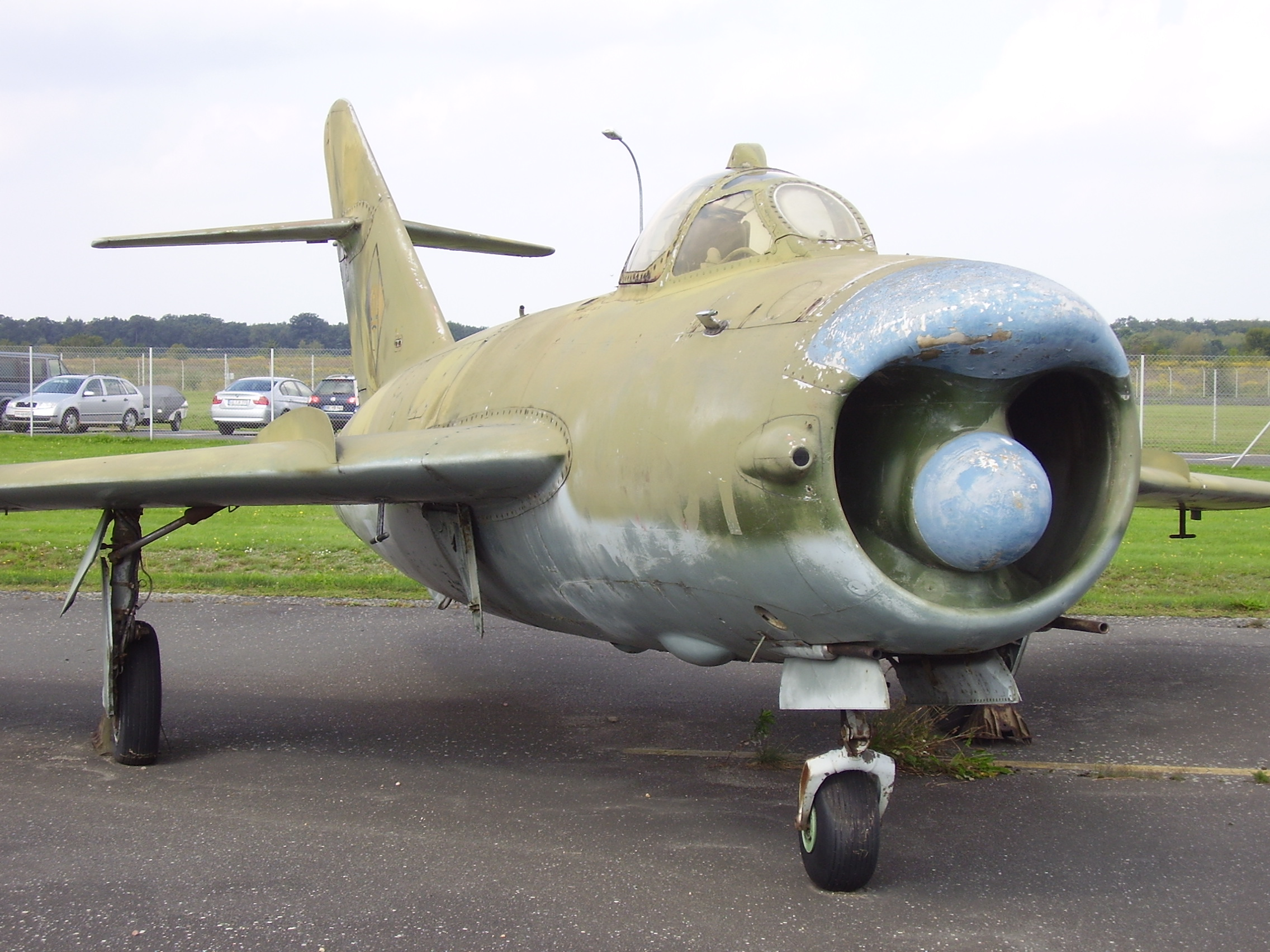
Een Duitse MiG-17 (Berlijn, aug 2007).

De Mikojan-Goerevitsj MiG-17 of kortweg MiG-17 (Russisch: Микоян и Гуревич МиГ-17) (NAVO-codenaam: Fresco) was een straaljager uit de Sovjet-Unie uit het begin van de jaren 1950.

## Ontwikkeling
De MiG-17 werd gebaseerd op de succesvolle voorloper van Mikojan-Goerevitsj, de MiG-15. De ontwikkeling ervan begon in 1949. Het toestel werd ontworpen om de tekortkomingen van de 15 bij hoge snelheden weg te werken. De belangrijkste vernieuwing was het gebruik van hoekvleugels. Samen met de hertekende staart zorgden die voor meer stabiliteit voorbij de geluidsmuur. De MiG-17 kreeg ook nieuwe van Rolls-Royce gekopieerde turbojets met naverbrander.
Het prototype van de MiG-17 maakte een eerste vlucht op 14 januari 1950. Op een gecrasht prototype op 17 maart na werd het toestel met succes getest en op 1 september 1951 werd het in productie gebracht. Het basistoestel was bestemd als gevechtsvliegtuig uitgerust met drie boordkanonnen. Een tweede prototype was ontwikkeld als onderscheppingsjager. Dit toestel werd uitgerust met een radar. Er werd ook een variant met radar ontwikkeld voor alle weersomstandigheden (17P). Midden 1953 verscheen de 17F-variant met de VK-1F motor met naverbrander wat betere prestaties gaf. In 1956 werden 47 toestellen omgebouwd tot 17PM's. Ze werden uitgerust met de nieuwe K-5-lucht-luchtraket. Ten slotte werd ook een kleine serie 17R-verkenningsvliegtuigen gebouwd.
Vanaf 1955 mocht Polen de MiG-17 in licentie zelf produceren. De Poolse toestellen heetten Lim-5. Het eerste toestel werd gebouwd op 28 november 1956 en tegen 1960 waren 477 toestellen geproduceerd. Polen bouwde naast de standaardversie ook de verkenningsversie (5R), de onderscheppingsjager (5P) en een eigen aanvalsvariant (5M). Andere Poolse versies waren de 6bis vanaf 1963, de 6M in de jaren 70 en de 6R en MR verkenningsvliegtuigen.
Nadat er in 1956 reeds 17F's geassembleerd werden verkreeg ook China een licentie op het toestel in 1957. De Chinese versie ervan heette Shenyang J-5 en de Chinese exporttoestellen F-5. In 1964 begon het land met de ontwikkeling van een variant uitgerust met radar, de J-5A. Er werd ook een trainingstoestel ontwikkeld (JJ-5/FT-5) met twee zitplaatsen. Dit was de enige tweezitsvariant van de MiG-17 en werd tussen 1966 en 1986 ook als laatste variant geproduceerd. Het toestel is nog steeds in dienst bij de Chinese luchtmacht. Ook in landen als Noord-Korea, Pakistan en Soedan zijn varianten van de MiG-17 nog steeds in dienst wat het tot een van de langst operationele gevechtsvliegtuigen ooit maakt.

## Operationele geschiedenis
Het hoofddoel van de MiG-17 waren Amerikaanse lange-afstandsbommenwerpers die destijds nog propelleraangedreven waren. Toen die vervangen werden door supersonische bommenwerpers was de MiG-17 verouderd en werd opgevolgd door de supersonische onderscheppers MiG-21 en de MiG-23.
Alvorens dat gebeurde werd het toestel wel operationeel in twintig luchtmachten. Begin jaren 1960 werd de MiG-17 standaard in de landen van het Warschaupact. Andere kopers waren bondgenoten van de Sovjet-Unie in Afrika en Azië.
In 1958 was de MiG-17 voor het eerst bij gevechtshandeling betrokken toen Chinese toestellen op Taiwanese F-86 Sabre's botsten boven de Straat van Taiwan. Midden jaren 1960 werden MiG-17's van Noord-Vietnam ingezet in de Vietnamoorlog. Ook MiG-17's van Arabische landen zagen actie in de verscheidene oorlogen tegen Israël. Hier kenden de toestellen weinig succes wat geweten wordt aan de ondermaatse opleiding van hun piloten.

## Varianten
I-300Prototype.
MiG-17Basisversie met VK-1-motor.
MiG-17AGevechtsvliegtuig met VK-1A-motor.
MiG-17ASMultirol-toestel voorzien voor raketten.
MiG-17PToestel voor alle weersomstandigheden met radar.
MiG-17FBasisgevechtsvliegtuig met VK-1F-motor.
MiG-17PFToestel voor alle weersomstandigheden met radar en VK-1F-motor.
MiG-17PM/PFUGevechtsvliegtuig met radar en K-5-raketten.
MiG-17RVerkenningsvliegtuig met camera en VK-1F-motor.
MiG-17SNPrototype met twee zijluchtinlaten en 23mm-kanonnen in de neus.
Shenyang J-5Chinese versie in licentie.

## Gebruikers

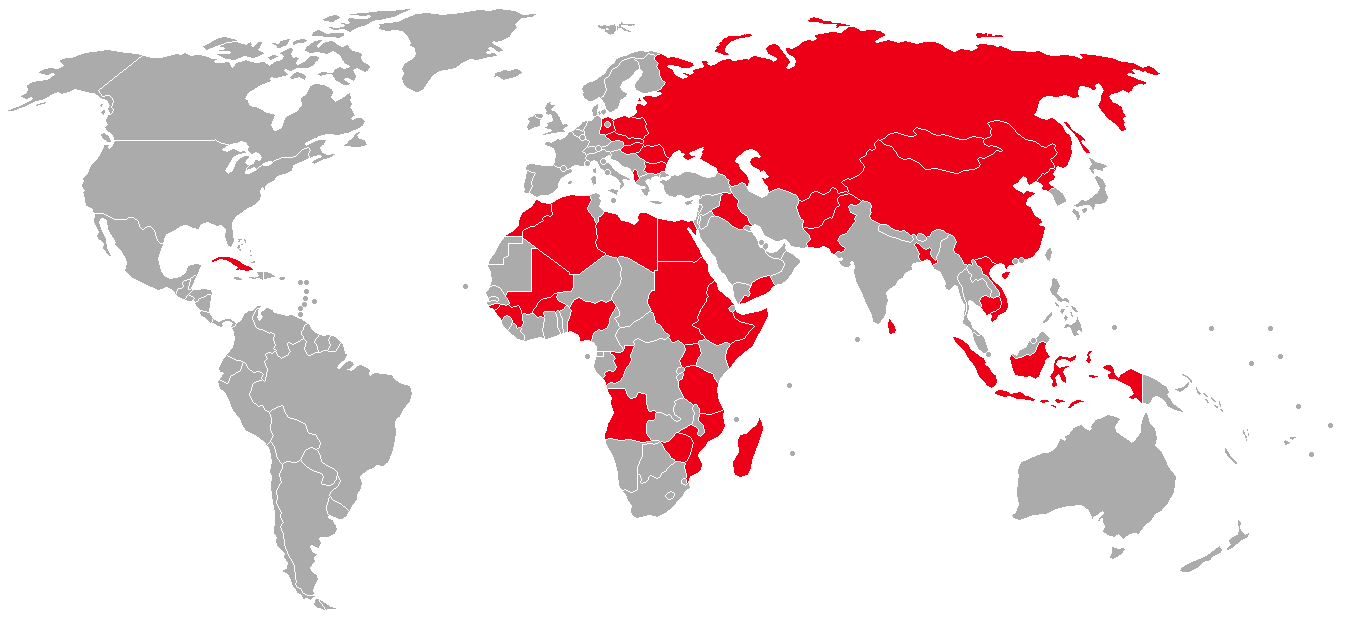
Kaart met de gebruikers.

Afghaans Nationaal LuchtkorpsOngeveer 100 MiG-17F's vanaf 1957.
 Albanese luchtmacht12 J-5's en 8 JJ-5-trainers van Chinese makelij.
 Algerijnse luchtmacht
 Angolese volksluchtmacht/luchtverdediging en luchtafweerToestellen in dienst.
 Bangladese luchtmacht
 Bulgaarse luchtmacht
 Burkina Fasaanse luchtmacht
 Koninklijke Cambodjaanse luchtmachtToestellen mogelijk in opslag.
 Luchtmacht van het VolksbevrijdingslegerEigen Shenyang J-5-variant.
 Congolese luchtmacht
 Cubaanse revolutionaire luchtmacht
 Egyptische luchtmacht
 Ethiopische luchtmacht
 Guinese luchtmacht
 Guinee-Bissause luchtmacht
 Hongaarse luchtmacht
 Indonesische luchtmachtMiG-17F en -17PF toestellen geopereerd van 1961 tot 1969.
 Iraakse luchtmacht
 Jemenitische luchtmacht
 Libische luchtmacht
 Madagascarse luchtmacht
 Malinese luchtmachtToestellen in dienst.
 Koninklijke Marokkaanse luchtmacht
 Mongools luchtverdedigingsmachtcommando
 Mozambikaanse luchtmachtToestellen in dienst.
 Nigeriaanse luchtmacht
 Koreaanse volksluchtmachtToestellen J-5 in dienst.
 Ugandese luchtmacht
 Oost-Duitse luchtmacht
 Pakistaanse luchtmacht
 Poolse luchtmachtEigen Lim-5-variant.
 Roemeense luchtmacht12 17PF's vanaf 1955 en 50 17F's vanaf 1956.
 Soedanese LuchtmachtToestellen 17 en J-5 in dienst.
 Somalisch Luchtkorps
 Somaliland
 Luchtmacht van de Sovjet-Unie
 Sri Lankaanse LuchtmachtToestellen uit dienst.
 Syrische luchtmacht
 Tanzaniaanse VolksverdedigingsluchtmachtToestellen J-5 in dienst.
 Tsjechische luchtmacht
 Luchtmacht van de Verenigde Staten
 Vietnamese Volksluchtmacht
 Zimbabwaanse luchtmacht